# Twardzielec

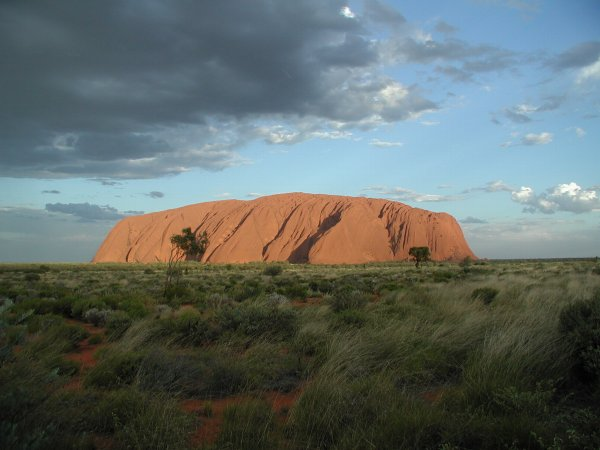
Uluru

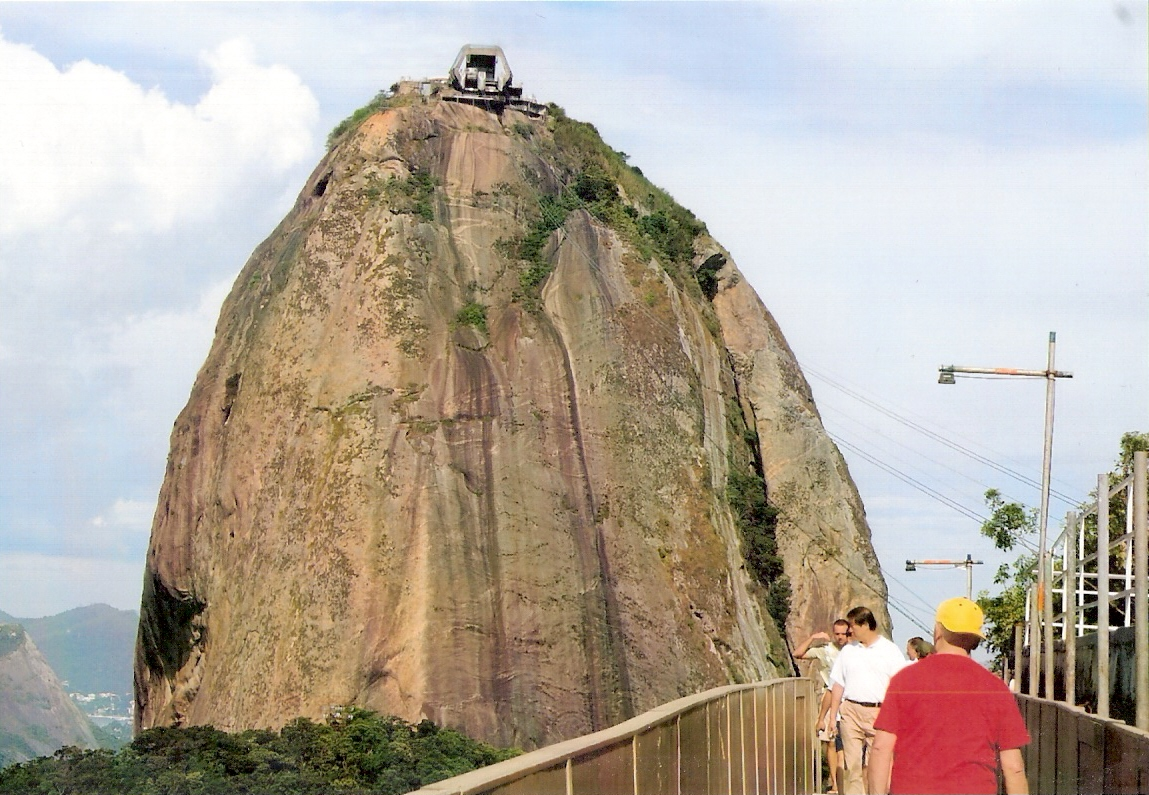
Głowa Cukru w Rio de Janeiro

Twardzielec, twardziel (monadnok, inselberg) – forma ukształtowania powierzchni Ziemi – odosobnione wzgórze, zbudowane ze skał twardszych (tzn. odporniejszych na procesy niszczące powierzchnię Ziemi) niż skały je otaczające.
Takie izolowane wzniesienia są typowymi formami w krajobrazach poddanych długotrwałej denudacji, m.in. na powierzchniach zrównania.
W Polsce przykładem twardzielca jest Śnieżka (1 602 m n.p.m.) w Karkonoszach, wznosząca się ponad trzeciorzędową powierzchnię zrównania (Równia pod Śnieżką). Na świecie przykładami mogą być "Głowy Cukru" – wzniesienia granitoidowe w okolicy Rio de Janeiro w Brazylii lub góra Uluru (Ayers Rock) w Australii.
Twardziele są dość częstymi formami, można za nie uznać wiele wystających ponad powierzchnię terenu formacji skalnych bądź nawet wzniesień nie o skalnym charakterze, jeśli ich wyodrębnienie nastąpiło w wyniku zniszczenia mniej odpornych skał otaczających.
W języku polskim istnieje rozróżnienie (niewystępujące w wielu innych językach) na ostaniec i twardziel. Ostańcem jest występująca samotnie formacja skalna (wzgórze), którego wyodrębnienie nastąpiło nie w wyniku różnic w odporności (których w jego przypadku brak), lecz z innych powodów.
Nazwa monadnok pochodzi od wzgórza Monadnock w Stanach Zjednoczonych, wywodzącej się z języka plemion indiańskich Abenaków, w którym znaczy „samotna góra”.